# Avió de reconeixement

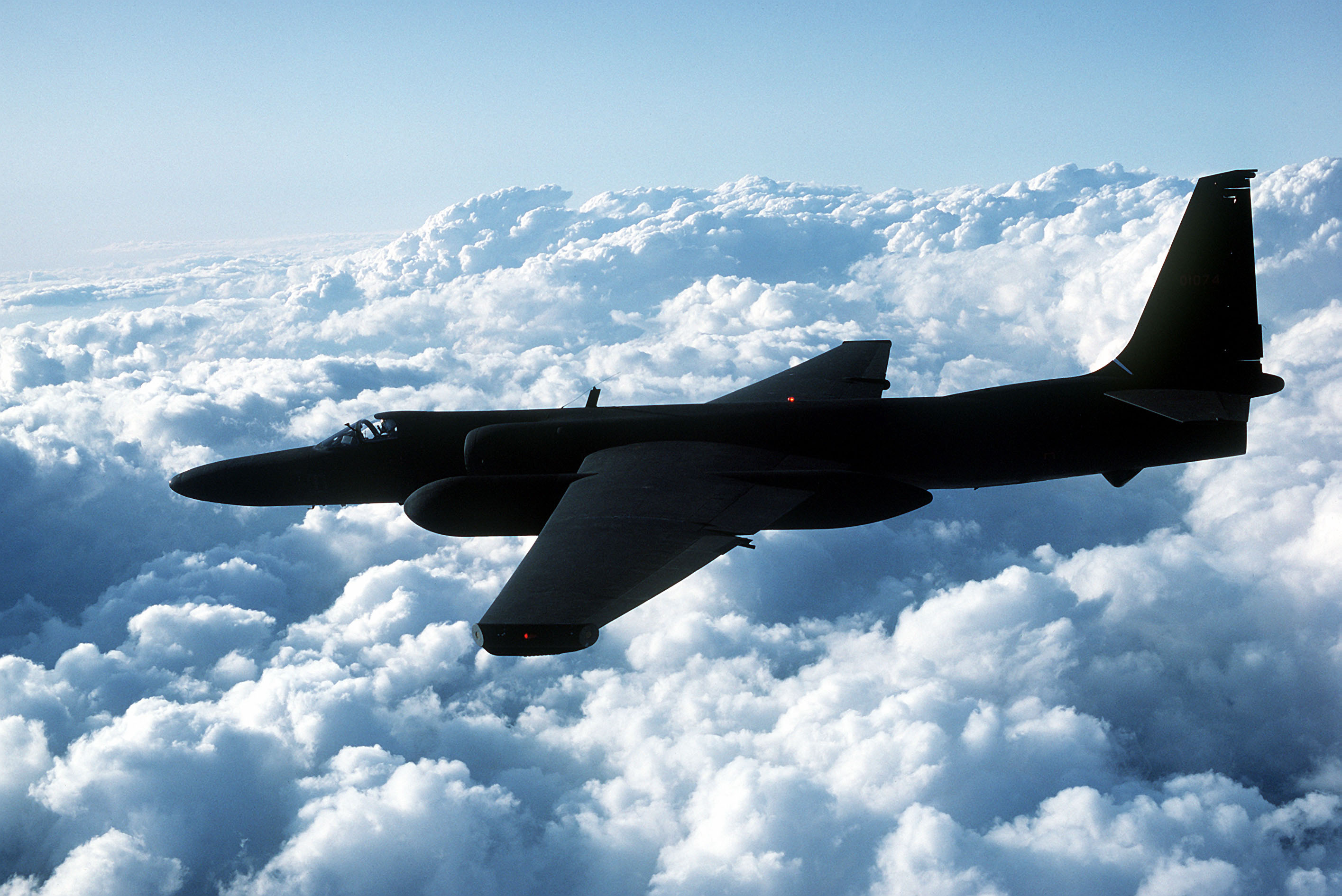
Avió de vigilància a gran alçada Lockheed U-2.

Els avions de reconeixement són avions militars que es fan servir per monitorar l'activitat enemiga, normalment estan desproveïts d'armament. Aquest article es concentra en les aeronaus militars usades en aquest propòsit, encara que una important activitat de l'aviació civil és el reconeixement i la vigilància del terreny per la cartografia, el monitoratge del tràfic i els estudis geològics i científics. A més, en molts països es fan servir aeronaus civils per a la vigilància de fronteres, la patrulla marítima o per a la prevenció del contraban i la immigració il·legal. La majoria són avions de combat, blindats, fotogràfics; són biplaça o monoplaça depenent de quin avió sigui. També alguns bombarders són avions de reconeixement, alguns són aeronaus d'alta velocitat (depenent de quin avió sigui), d'atac i tenen computadores intel·ligents
Una aeronau de vigilància no requereix necessàriament de capacitats d'alt rendiment o característiques furtives. De fet pot ser una aeronau civil modificada que hagi estat camuflada amb la finalitat de semblar inofensiva. Tècnicament, qualsevol cosa que pugui volar i realitzar observacions (dinàmicament o mitjançant equip/sensors d'enregistrament) d'informació visual o emissions electròniques pot ser qualificada com una aeronau de vigilància.
Van existir intents de realitzar aquest tipus de missions molt abans de la invenció dels aparells voladors més pesants que l'aire, en 1794 a França van començar a experimentar usant globus aerostàtics per proporcionar informació d'orientació per a l'artilleria. Els successius intents durant tot el segle xix van resultar militarment inútils, però actualment estan en ús les plataformes de radar basades en aeròestats.